# Türkiye Bilimler Akademisi
Die Türkiye Bilimler Akademisi (TÜBA; deutsch Akademie der Wissenschaften der Türkei) ist eine türkische Forschungsinstitution mit Sitz in Ankara.
Die Gründung erfolgte im September 1993 auf der Grundlage des Gesetzes 497. Am 7. Dezember 1994 nahm die Akademie ihre Arbeit auf. Sie untersteht dem Ministerpräsidentenamt der Türkei, ist jedoch in wissenschaftlicher, verwaltungstechnischer und finanzieller Hinsicht eine autonome Institution. Die TÜBA arbeitet eng zusammen mit dem Wissenschafts- und Technologieforschungsrat der Türkei.
Nachdem die türkische Regierung im Jahr 2011 ein Dekret erlassen hatte, das ihr die Möglichkeit gab, Mitglieder der Akademie der Wissenschaften zu ernennen, traten rund 80 Prozent der damaligen Mitglieder der TÜBA aus dieser Akademie aus und gründeten eine neue Wissenschaftsakademie unter dem Namen "Bilim Akademisi", die sich für wissenschaftliche Exzellenz, wissenschaftliche Traditionen und Methoden und wissenschaftliche Freiheit und Integrität einsetzt.

## Mitglieder
Siehe Kategorie:Mitglied der Türkiye Bilimler Akademisi